# Francis Su
Francis Edward Su est un mathématicien américain. Il rejoint la faculté du Harvey Mudd College en 1996 et est actuellement professeur Benediktsson-Karwa de mathématiques. Su est président de la Mathematical Association of America de 2015 à 2017  et est vice-président de l'American Mathematical Society de 2020 à 2023. Il obtient plusieurs prix du MAA, dont le prix Henry L. Alder et le prix Haimo, tous deux pour son enseignement. Il est également chercheur invité Phi Beta Kappa pendant le mandat 2019-2020.

## Biographie
Su obtient son baccalauréat en mathématiques de l'Université du Texas et son diplôme Phi Beta Kappa en 1989. Il obtient ensuite son doctorat de l'Université de Harvard, où son conseiller est Persi Diaconis. Son domaine de recherche est la Combinatoire, et il est particulièrement connu pour ses travaux sur la division équitable.
Su et Michael Starbird sont co-auteurs du livre "Topology Through Inquiry". Son livre, "Mathematics for Human Flourishing", est sorti le 7 janvier 2020. Ce dernier livre est basé sur son discours du même titre, prononcé le 6 janvier 2017 lors des Joint Math Meetings. Il remporte le prix Halmos-Ford pour l'écriture distinguée en 2018 pour ce discours. Trois de ses articles sont présentés dans "The Princeton Anthology of the Best Writing in Mathematics" dans les années 2011, 2014 et 2018. En 2021, il reçoit le Prix Euler du livre conjointement avec Christopher Jackson.

## Publications
- Michael Starbird et Francis Su, Topology Through Inquiry, American Mathematical Society, 2019 (ISBN 978-1-4704-5276-6)
- Francis Su, Mathematics for Human Flourishing. With Reflections by Christopher Jackson, Yale University Press, 2020 (ISBN 9780300237139)